# 早乙女美奈子
早乙女 美奈子（さおとめ みなこ、1987年8月8日 - ）は、日本の元AV女優。

## 略歴・人物
2007年にAVデビュー。当初は「さくら桃香（さくら ももか）」として活動していたが、その後「早乙女美奈子」に改名。
公式ブログ（引退後に閉鎖）で2009年3月いっぱいで引退し、4月末から六本木のキャバクラに勤務する予定であることを発表した。

## 出演作品

### アダルトビデオ

#### さくら桃香 名義
2007年
- カラダの価格 少女と青い性 47 （12月7日、ゴーゴーズ）

2008年
- 首都圏援交 32 （2月2日、プレステージ）
- 大阪在住限定!! AV初出演!! 京都生まれのサクラちゃん（20） （2月7日、ディープス）
- 羞恥!指令 素人さん、ノーパンノーブラでスポーツクラブにイッちゃって! 3 スタイル抜群の美娘ばっかり編 （2月7日、サディスティックヴィレッジ）…オムニバス作品 他出演:姫咲まりあ 他
- 平成20年度各局合同 新人女子アナウンサー入社前拷問研修 （2月21日、ROCKET）…共演:翼裕香、桃色じゅり、上原結衣、小泉いずみ、竹下あや、沢尻もも美、やまきりん、夢美ここ、青山香里奈、白鳥みるか、小日向ゆか、佐伯レイコ、森崎アンナ、星あやか
- 誰もいない所で強引に男を使って連続アクメする痴女子校生 （3月15日、ラハイナ東海）…オムニバス作品
- 関西弁レズビアン上京物語 （4月19日、クロス）…共演:ICHIKA、黒田もね
- H 素人OL自宅生撮り 桃香 （4月30日、ゴリラプロジェクト）

#### 早乙女美奈子 名義
2008年
- 京都の女 （3月15日、ワープエンタテインメント）
- 高級アロマオイル性感マッサージ 6 （3月22日、ラハイナ東海）…オムニバス作品
- 都内限定芸能覗撮 タレント寮でハメ撮りレズする女の記録 グラドル編 （3月29日、ラハイナ東海）…オムニバス作品
- 突然入浴中の美女に 巨乳強奪 中出し （4月18日、アフロフィルム）…オムニバス作品
- 素人援交生中出し 22 （4月30日、プラム）
- 地元露出 03 （5月5日、ワープエンタテインメント）
- 親父と接吻しながらオナニーする女子校生 （5月19日、アイリング）…他出演:芹澤かなえ 他
- 潜入! 公衆便所SEXファイル 新人女子レポーター突撃取材 （5月22日、V&Rプロダクツ）…他出演:北田優歩、永井優香
- 中出し了解 （5月23日、プレステージ）
- 濡れたJK 2 （5月25日、しのだプロジェクト）…他出演:大塚ひな、京野明日香、矢部なつみ、杉崎莉奈、中原美姫
- お姉さんのディープキス 2 11人のキス好きお姉さん （5月25日、しのだプロジェクト）…他出演:風間ゆみ、京野明日香、堀口奈津美、真島みゆき、ゆかり、星優乃、小日向ゆい、浅尾真希、吉永夕子、麻生岬
- べろ まんこ けつ穴 れずオナニー 2 （5月26日、アイリング）…共演:芹澤かなえ 他出演:詩音、藤沢ローラ
- 「女子校通学バスに乗り込んで電動チ○ポを生やして失禁するほどイカせてヤる」 VOL.1 （6月5日、DANDY）…共演:松野ゆい、長澤リカ、芹澤かなえ、平山あすか、衣川音寧 他
- ダマしてハメた女子校生 大量顔射騙し撮り （6月7日、桃太郎映像出版）…他出演:芹澤かなえ
- 新・淫語と接吻フェラ手コキ （6月20日、アフロフィルム）…他出演:芹澤かなえ、詩音 他
- 覗撮 妄想SEXオナニー （6月20日、アフロフィルム）…他出演:芹澤かなえ 他
- 風呂場でオナニーする女 （6月20日、アフロフィルム）…オムニバス作品
- 猥褻盗撮 女子校生ナマ中出し犯罪整体院 （6月20日、アフロフィルム）…他出演:芹澤かなえ、詩音 他
- お嬢さまはバックがお好き 3 （6月27日、クリスタル映像）…他出演:飯島くらら、千尋、竹下あや、あんず
- 女子中○生雑誌モデル 撮影ら致奴隷 （7月1日、ワンズファクトリー）
- 接吻や乳首を舐められながら手コキされた僕。 3 （7月1日、ワンズファクトリー）…他出演:蜜井とわ、浜崎りお、葉月奈穂、真田春香、花野真衣、香椎杏子、彩花ゆめ、羽野理沙、那月りの、堀口奈津美、南まりん、明佐奈
- これが噂の痙攣薬漬け JKモデル 2 （7月4日、ナチュラルハイ）…共演:姫川りな、北田優歩
- 究極の妄想発明シリーズ第6弾 すけすけ透視メガネ パート2 （7月17日、ROCKET）…他出演:赤西涼、椿あゆ、芹川レイラ、中川茅乃、根本あきこ、志水ゆい、神野楓、杏樹、磯崎光、千尋、原田真琴、美上梨奈
- 女子校生制服騎乗 12 （7月19日（レンタル）／8月22日（セル）、クリスタル映像）…他出演:芹澤かなえ、水野いつき、吉沢アコ、Nana
- 女探偵媚肉残酷物語 悲惨なる生贄 第二話 （7月19日、ベイビーエンターテイメント）
- 濡れ娘 （7月25日、しのだプロジェクト）…他出演:大塚ひな、野中あんり、京野明日香、芽衣奈、宮下まい
- 足 2 全ての足マニアが納得 （7月25日、しのだプロジェクト）…他出演:風見ララ、星優乃、藤原ひとみ 他
- 痴女にいきなり裸にされてオナニー相互鑑賞させられるM男 （7月27日、アフロフィルム）…他出演:芹澤かなえ、詩音 他
- 業界人御用達 連続アクメ卑猥エステ （7月27日、アフロフィルム）…他出演:芹澤かなえ 他
- ロリ巨乳 コスプレ美少女　（7月28日、ユープランニング）
- 私がいやらしいことしてあげる [身も心も尽くしてくれる7人の淫女たち] （8月19日、ミスター・インパクト）…他出演:三浦亜沙妃、ほしのまき、麗花、亜紗美、加藤ツバキ、宮崎あい
- フェラマニア Vol.4 （8月19日、ミスター・インパクト）…他出演:赤西涼、小日向しおり、星優乃、はるか悠、橘ひな、神楽ゆい、国見奈々、愛乃みく、浅田ちち 他
- 超どっきりアポなし企画 AVの仕事を内緒にしている早乙女美奈子の実家にいきなりお邪魔して家族の前で脅してヤる! （8月21日、ROCKET）
- 対決! 01 （9月4日、GIGA）…共演:宮下せいか
- ロリ相姦 （9月13日、隼エージェンシー）…他出演:香坂百合、まゆみ、永瀬あき、芹澤かなえ、ひなのりく、仲川咲姫
- ミスをした介護士に行われる淫らな処罰の実態を盗撮!! （9月13日、カルマ）…オムニバス作品
- 襲撃!! 逆ナン痴女軍団 即ズボバトル in スイミングクラブ （9月15日、ミュージアム・ネクスト）…共演:花宮あみ、若槻朱音、永瀬あき、藤本ちさと、門田まつり、東野愛鈴、山城美姫、瀬織さら、赤西涼
- 女装男いじめ （9月16日、アイリング）…他出演:芹澤かなえ、羽田未来、遥ゆりあ、綾波あすか 他
- えろかわ痴女っ娘 6 （9月26日、クリスタル映像）…他出演:仲川咲姫、青山知美、ゆめのみみ、かわのすみれ
- 究極の妄想発明シリーズ第9弾 時間が止まる腕時計 パート2 （10月9日、ROCKET）…他出演:松野ゆい、瀬咲るな、幸、真心実、みはる、睦美杏奈、光矢れん、横山翔子
- 逆ナンパ女子校生 2 （10月11日、隼エージェンシー）…他出演:夏川るい、桃咲まなみ、芹澤かなえ、愛菜りな、工藤れいか
- 中国王朝式 高級回春マッサージ盗撮 其の壱 （10月17日、映天）…他出演:飯島くらら、柳原純 他
- 女監督ハルナの素人レズナンパ 30 （10月20日、ピーターズ）…他出演:芹澤かなえ、松岡尚
- ちゅぱれず （10月20日、アイリング）…共演:芹澤かなえ 他出演:飯島くらら、藤崎もえ
- Wonder Perfume （10月22日、プレステージ）
- 汗だく 匂い立つ女の香、肉体と体液が混ざり合うセックス （10月23日、SODクリエイト）…他出演:翔乃まゆ、東条かれん、りつか、芹川レイラ、葉月るい
- アヒル口しか愛せない。 （10月23日、SODクリエイト）…共演:並樹ゆりあ 他出演:芹澤かなえ、矢沢るい
- 女子校生 電マ潮吹き （10月24日、クリスタル映像）…他出演:織田ゆめ、榎本弥生、里仲ゆい、南ゆう、桜井春
- 競泳彼女 2 （10月25日、しのだプロジェクト）…他出演:辻さき、芽衣奈、杉崎莉奈、風谷音緒、矢沢るい
- まだあった　現役アイドルの猥褻マッサージ盗撮映像 （10月25日、HYPER240）…他出演:綾波あすか 他
- 濡れ透け巨乳スク水! むちむち♥スポーツ vol.3 （10月29日、ユープランニング）
- ニューハーフ女教師と女子校生痴女 （11月14日、アルファーインターナショナル）…共演:白石七海
- 女子校生 HIGH SOCKS （11月17日、メディアステーション）…他出演:美花ぬりぇ、南まりん
- マネキン陵辱 FUCKER ルーク （11月20日、SODクリエイト）…共演:芹澤かなえ、赤西涼、愛乃彩音 他
- 奥様は女子校生妊婦 （11月25日、BRAVO）…共演:雪村さよ
- 人間家畜牧場 （12月4日、SODクリエイト）…共演:飯島くらら 他
- 絶対NG解禁! 壮絶アクメSPECIAL ザーメンぶっかけ!アナル中出し!（12月4日、ROCKET）
- こだわりの手コキ4時間SP 10 （12月13日、隼エージェンシー）他出演:小坂めぐる、綾瀬なな、結城かれん、真田春香、深田梨菜、桃咲まなみ、石川みずき、須真杏里、波風きら、星野きせき 他
- ガチンコAV エロい女頂上決戦!! （12月18日、SODクリエイト）共演:大塚ひな、小鳥遊恋、飯島くらら、倉科さやか、門田まつり、矢沢リン、鈴木千聖、桜庭彩、黒澤エレナ 他
- 盗撮覗撮オナニー240 （12月19日、アフロフィルム）…他出演:芹澤かなえ、羽田未来、遥ゆりあ 他

2009年
- ラジコン式バイブ付きいたずらビキニを着てアクメプールにイクッ!! （1月8日、SODクリエイト）…他出演:紅りんご、奥菜姫花、黒田もね
- 完全女主導 （1月17日、ラハイナ東海）…他出演:芹澤かなえ 他
- 肉布団ソープランド 極楽浴場 Merit （1月22日、SODクリエイト）…共演:飯島くらら、YOKO、桜庭彩 他
- 覗きに気付くも下品に見せ付ける女の挑発高速ピストンオナニー （1月31日、ラハイナ東海）…他出演:芹澤かなえ 他
- 街行く制服女子校生限定! 過激でHなレズナンパ （2月1日、V（ヴィ））…他出演:北田優歩、柳原純 他
- 放送事故 流出厳禁女子アナ（秘）VTR （2月5日、SODクリエイト）
- ハメラレ Campus LIFE 03　（2月11日、プレステージ）
- ベリーベリー通信 -1- フェラ中毒犬 （2月14日、ラハイナ東海）…オムニバス作品
- Very nude [ハダカドキュメント] （2月15日、フリービジョン）…他出演:門田まつり
- 私でぬいて 2 熟れ頃お姉さん （2月27日、ケイ・エム・プロデュース）…他出演:飯島くらら、倉田雪乃、安藤なつ妃、若宮莉那、沖那志帆、菅原とも、小早川しおり、亜佐倉みんと、あんず、伊織舞衣、高橋リオ、笠原ひなの 他
- シロウト お嬢様撮り 03 （2月27日、コージィ）
- Rookies7 神戸在住・Fカップのドエローな保育園の先生に中出し!早乙女美奈子（3月16日、マキシング）
- 萌えまくり裸エプロン新妻大発情 （3月27日、メディアステーション）…他出演:本上花梨、美花ぬりぇ
- 透明人間になれた僕!! （4月18日、アイエナジー）…他出演:永井あいこ、矢沢もえ
- もしもHな事ができちゃう携帯電話をゲットできたら…～女子校教師 いたずら編～ （4月24日、メディアステーション）…他出演:鷹宮りょう、向井ゆうき、今井なつみ、矢沢るい
- 女子高生犬（6月4日 ナチュラルハイ）
- 恥女！Vol.7 悶絶貞操帯！リモコンローターをアナルに10個、マ○コに6つ入れて強制羞恥指令 2（6月4日 サディスティックヴィレッジ）…他出演:東野愛鈴、押切なな
- ユーザー皆様の企画を実現します！ ユーザーリクエスト祭り作品No,4 ユーザー様みんなでよってたかって辱めSPECIAL ROCKET出演人気女優と朝まで王様ゲーム（6月4日 ROCKET）…共演:桃咲まなみ、真心実、成瀬心美、芽衣奈 他
- 家庭教師はガマンできない 34 （6月12日、クリスタル映像）…他出演:あすかみみ、川瀬優希、緋村由衣、松井なみ、稲森よしみ
- 制服失禁レイプ（6月13日、マルクス兄弟）